# Grosostraße 12 (Gräfelfing)

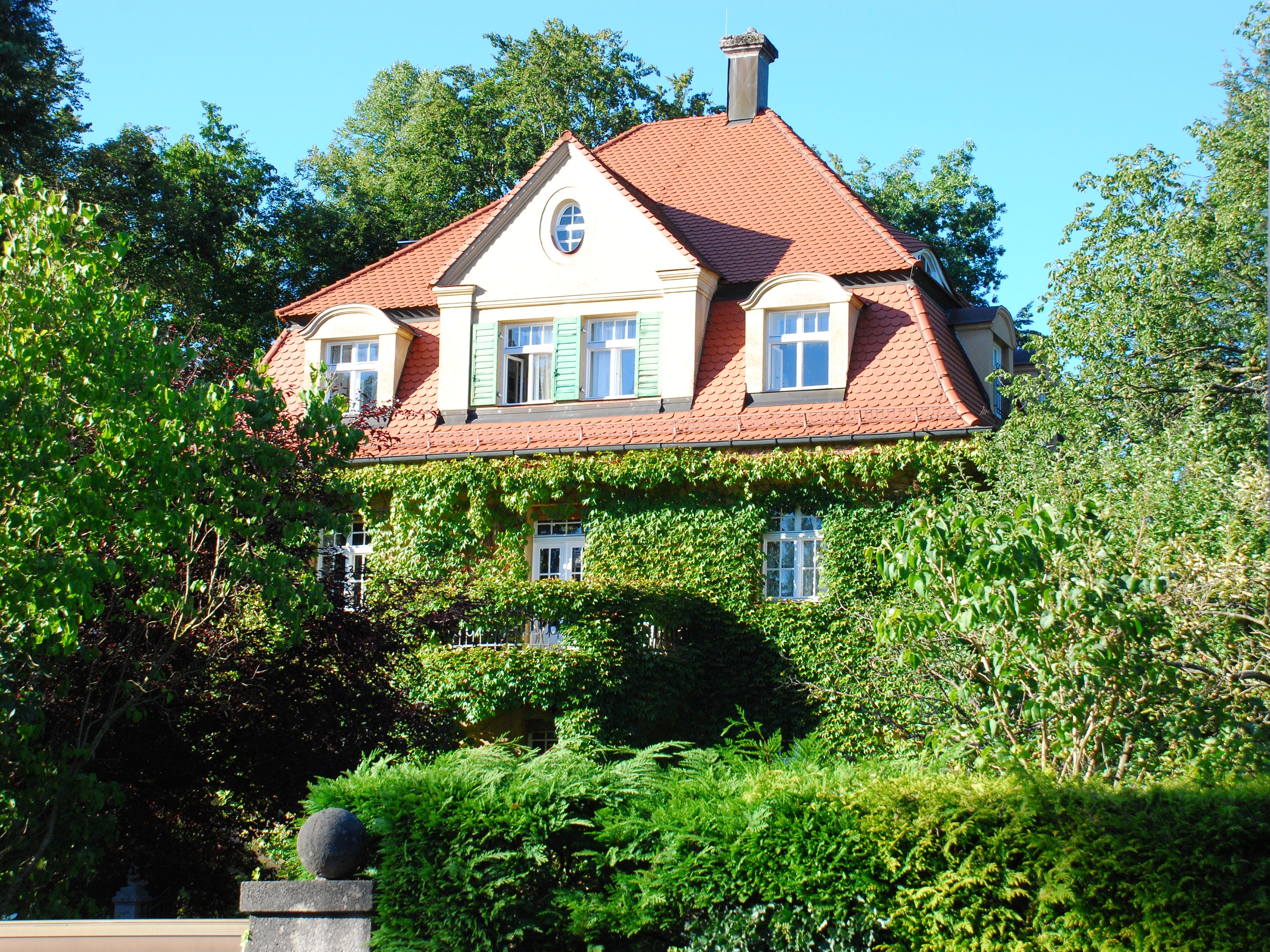
Villa Grosostraße 12 in Gräfelfing

Das Gebäude Grosostraße 12 in Gräfelfing, einer Gemeinde im oberbayerischen Landkreis München, wurde 1915/16 errichtet. Die Villa im historisierenden Stil ist ein geschütztes Baudenkmal.
Der zweigeschossige Quaderbau mit Mansardwalmdach, Zwerchhaus, Gauben und Balkon besitzt eine Freitreppe zum Garten. Die Gartenanlage mit zentralem Parterre und Gartenfiguren wurde gleichzeitig angelegt. 